# 立陶宛電子居民
立陶宛的電子居民計劃在2021年1月1日開始推行。電子居民計劃允許非立陶宛公民獲得立陶宛政府和其他機構提供的服務，例如公司成立、納稅申報和銀行開戶等。電子居民計劃為每名電子居民提供一張近似立陶宛身份證的智慧卡，可用於電子身份證明與電子簽名。
立陶宛的電子居民計劃以愛沙尼亞的同類計劃為藍本，並主要針對軟件工程師等不受所在地點限制的獨立企業家。

## 申請
電子居民身份可填寫表格後向立陶宛內政部移民署申請。申请人其後須親臨移民署進行生物识别數據識別與收集。預期在2022年，生物識別數據識別與收集服務將由駐外國使領館提供，使電子居民身份可在境外完成申請。電子居民身份的有效期为3年。截至2021年，電子居民身份的申請費用為90欧元。
電子居民的申請過程包含部分有關國家安全、防止洗黑錢等的檢查。申請過程亦包含在申根信息系统中檢查是否存在其他欧洲联盟成员国對其發出的警報。

## 立法
《2004年外國人法律地位法》正式設立電子居民制度，並對之加以規範，而該法律於2019年進行了修訂。《2004年外國人法律地位法》由立陶宛內政部移民署執行。立陶宛電子身份證明與電子簽名的法律框架由《電子交易中電子身份證明與信託服務法》確立。

## 外部連結
- 立陶宛居民申請網站 （页面存档备份，存于）